# Cenere (Silvia Olari)
Cenere è il terzo singolo estratto dal primo album della cantante italiana Silvia Olari, dal titolo Libera da sotto etichetta Warner Music Italy.
Il singolo è entrato in rotazione radiofonica il 28 settembre 2010.
L'artista definisce il brano “come una rinascita, una concezione più positiva della vita nel superare gli ostacoli e le difficoltà”.

## Tracce
Download digitale
Testi e musiche di Silvia Olari; edizioni musicali Immaginazione Srl.
1. Cenere – 3:53